# Kanzel (Benediktbeuern)

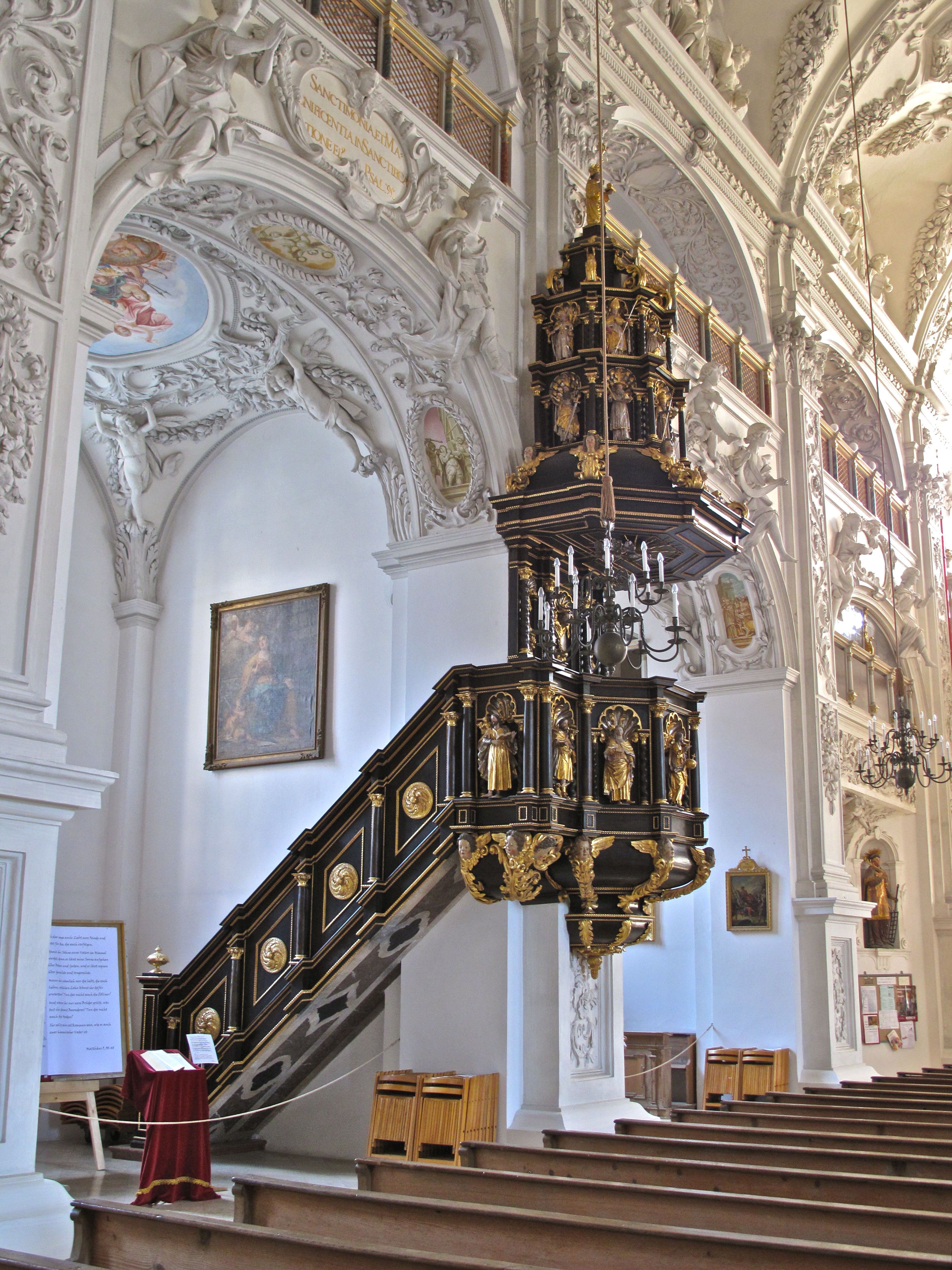
Kanzel in der Klosterkirche Benediktbeuern

Die Kanzel in der katholischen Pfarrkirche und ehemaligen Klosterkirche St. Benedikt in Benediktbeuern, einer Gemeinde im oberbayerischen Landkreis Bad Tölz-Wolfratshausen, wurde Ende des 17. Jahrhunderts geschaffen. Die Kanzel ist ein Teil der als Baudenkmal geschützten Kirchenausstattung.
Die hölzerne Kanzel im Stil des Barocks besitzt am Kanzelkorb Statuetten von Christus und Maria, die von den Evangelisten mit ihren Symbolen gerahmt werden. Zwischen den Figuren stehen Säulen mit korinthischen Kapitellen.
Auf dem sechseckigen Schalldeckel stehen auf zwei Ebenen Statuetten der abend- und morgenländischen Kirchenväter. Der Schalldeckel wird von der Skulptur des heiligen Benedikt mit Abtsstab bekrönt. An der Unterseite ist eine Heiliggeisttaube zu sehen.
Auf der Kanzel, der Rückwand und dem Schalldeckel sind zahlreiche Engelsputten angebracht.
Die Treppe ist ebenfalls mit Säulen und Ornamenten geschmückt.

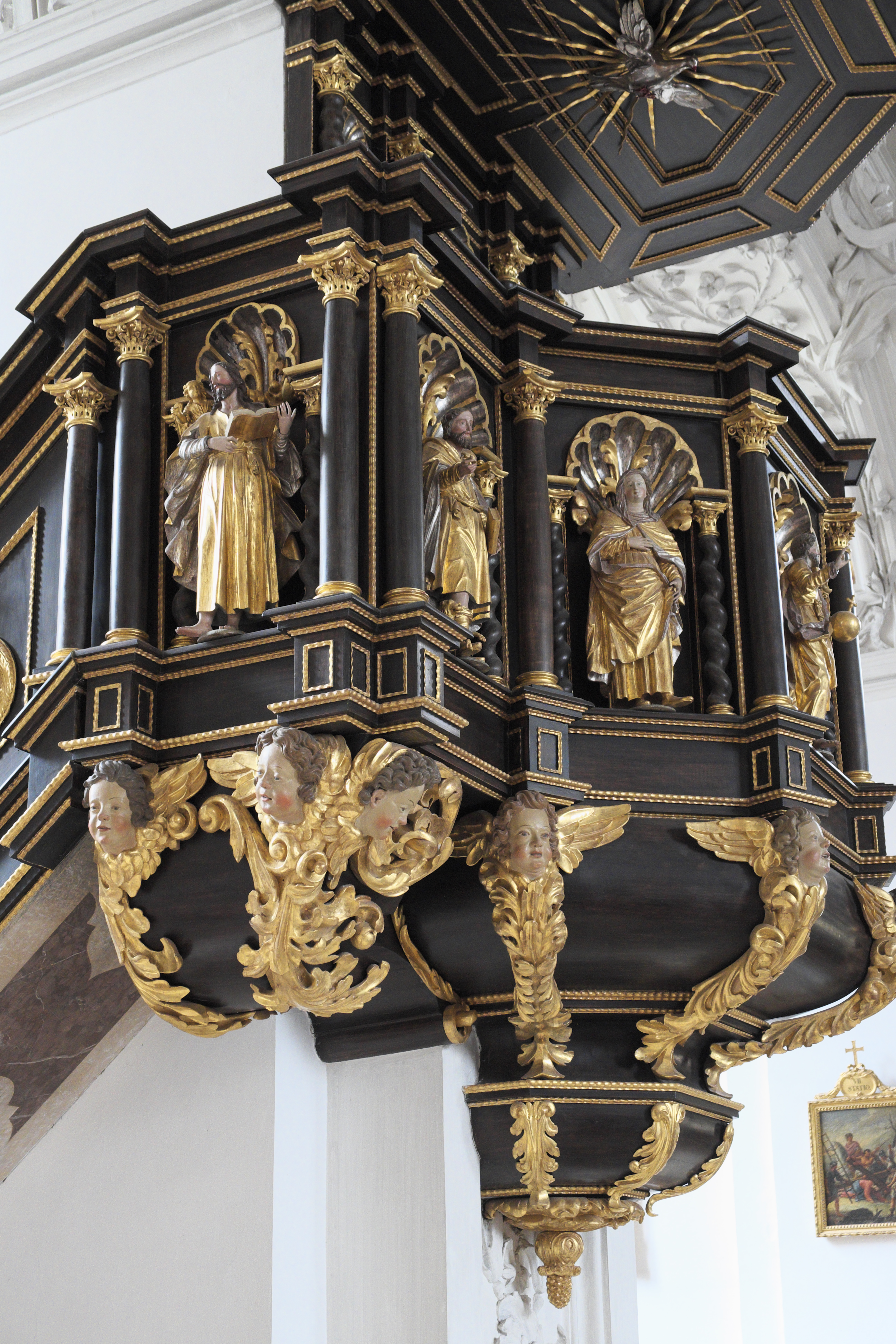
Kanzelkorb mit den Evangelisten Matthäus (mit geflügeltem Menschen), Markus mit Löwe sowie Maria
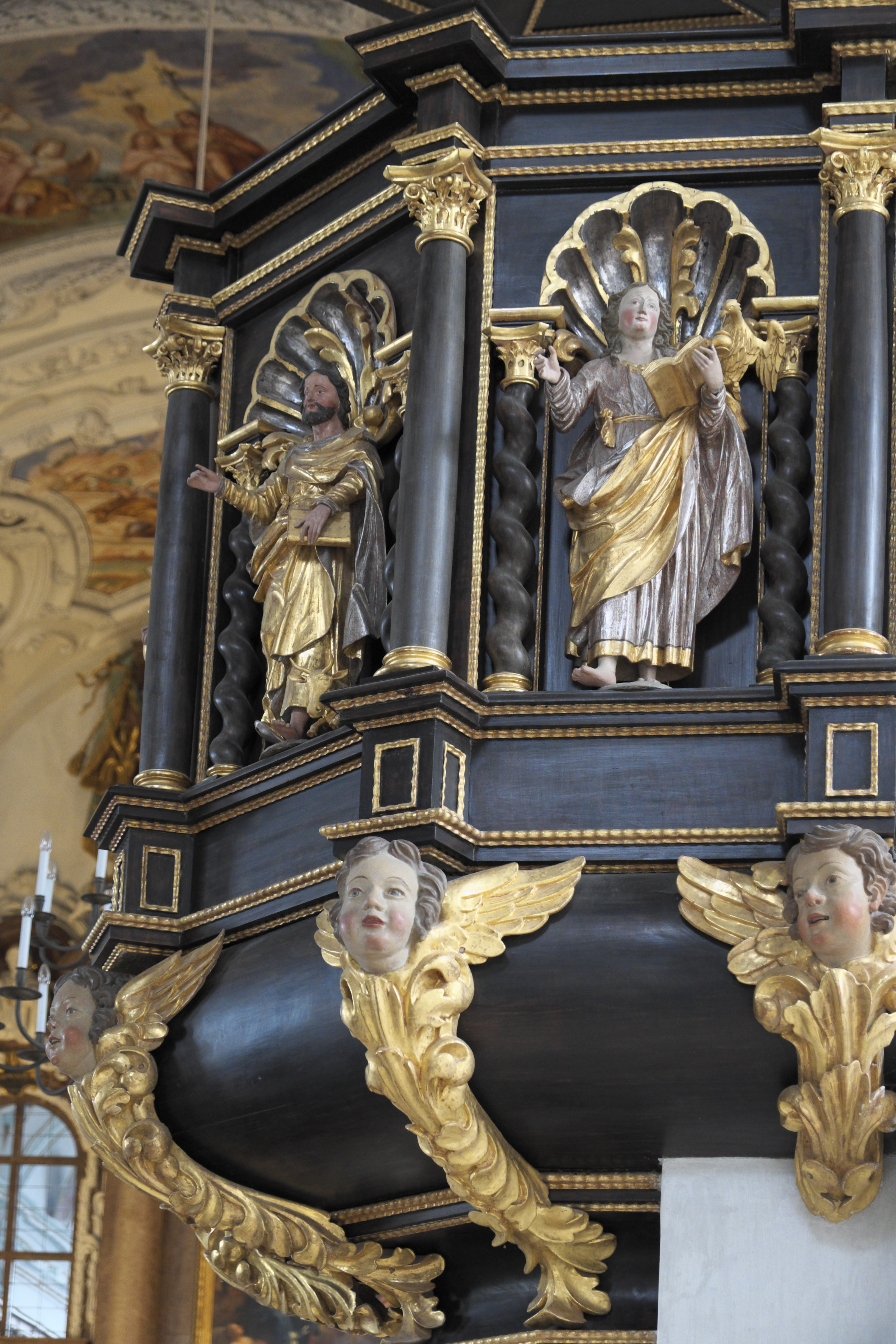
Kanzelkorb mit den Evangelisten Lukas und Johannes
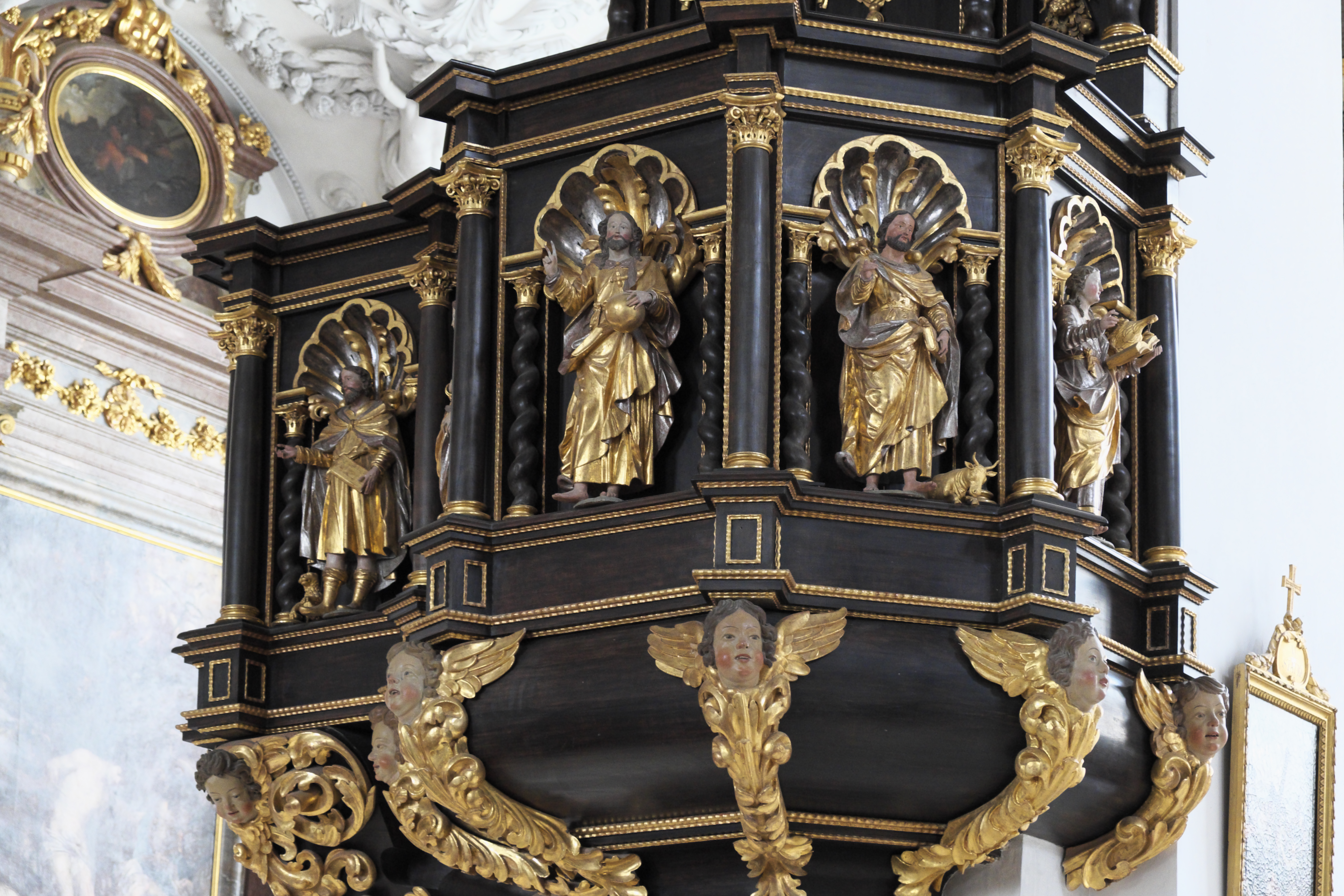
Kanzelkorb mit Christus, links der Evangelist Markus und rechts Lukas mit Stier